# Hazlewood Castle
Hazlewood Castle är ett slott i Storbritannien.   Det ligger i grevskapet North Yorkshire och riksdelen England, i den centrala delen av landet, 270 km norr om huvudstaden London. Hazlewood Castle ligger 76 meter över havet.
Terrängen runt Hazlewood Castle är platt. Runt Hazlewood Castle är det ganska tätbefolkat, med 120 invånare per kvadratkilometer. Närmaste större samhälle är Leeds, 16,2 km väster om Hazlewood Castle. Trakten runt Hazlewood Castle består till största delen av jordbruksmark.